# Aphonnic
Aphonnic, ibland stavat APHONNIC, är ett spanskt metalband från Vigo (Galicien) grundat år 2001 med medlemmar av det numera nedlagda bandet O Pequeno Baltimore. I bandets två första skivor är musiken nu metal-orienterad och texterna skrivna mestadels på engelska. Från och med tredje albumet 6 Bajo Par valde man bort engelska språket för att skriva spanskspråkiga texter och i senare tid har musiken blivit mer metalcore-orienterad. 

## Medlemmar
- Chechu - sång
- Iago - gitarr
- Richy - bas
- Alén - trummor

### Tidigare medlemmar
- Alex - trummor
- Felipe - keyboard
- Iván - gitarr

## Diskografi
- 2003: Silencce (Pai)
- 2006: Foolproof (K Industria)
- 2009: 6 Bajo Par (Producciones Malditas)
- 2013: Héroes (Självutgiven)
- 2016: Indomables (Maldito Records)
- 2020: La Reina (Maldito Records)
- 2024: Crema (Maldito Records)